# Corporation Island
Corporation Island ist eine Insel in dem von den Gezeiten beeinflussten Abschnitt der Themse in England. Sie liegt zwischen der Richmond Bridge und der Richmond Railway Bridge gegenüber dem Ufer von Richmond.
Die Insel ist unbewohnt und stark mit Weiden und Pappeln bewachsen. Auf der Insel leben Reiher.
Nur wenig flussabwärts von Corporation Island liegen die beiden kleinen als Flowerpot Islands bezeichneten Inseln (51° 28′ N, 0° 19′ W). Die beiden Inseln sind fast vollständig künstlich befestigt und bieten nur wenigen Bäumen Raum.